# Carmichaelia
Genre
Synonymes
- Chordospartium Cheeseman[2]
- Corallospartium J.B. Armstr.[2]
- Huttonella Kirk[3]
- Notospartium Hook.f.[2]

Carmichaelia est un genre de plantes à fleurs dicotylédones de la famille des Fabaceae, sous-famille des Faboideae, originaire de Nouvelle-Zélande et de l'île Lord Howe (Australie), qui comprend une quarantaine d'espèces acceptées.

## Étymologie
Le nom générique, « Carmichaelia », est un hommage à Dugald Carmichael (1772 1827), officier britannique, collecteur de plantes et auteur d'une flore de Tristan da Cunha.

## Liste d'espèces
Selon The Plant List (17 novembre 2018) :
- Carmichaelia aligera G.Simpson
- Carmichaelia angustata Kirk
- Carmichaelia appressa G.Simpson
- Carmichaelia arborea (G.Forst.) Druce
- Carmichaelia arenaria G.Simpson
- Carmichaelia astonii G.Simpson
- Carmichaelia australis R.Br.
- Carmichaelia compacta Petrie
- Carmichaelia corrugata Colenso
- Carmichaelia cunninghamii Raoul
- Carmichaelia curta Petrie
- Carmichaelia divaricata (Kirk) Cockayne
- Carmichaelia egmontiana (Cockayne & Allan) G.Simpson
- Carmichaelia enysii Kirk
- Carmichaelia exsul F.Muell.
- Carmichaelia fieldii Cockayne
- Carmichaelia flagelliformis Hook.
- Carmichaelia floribunda G.Simpson
- Carmichaelia glabrata G.Simpson
- Carmichaelia grandiflora (Benth.) Hook.f.
- Carmichaelia hollowayii G.Simpson
- Carmichaelia hookeri Kirk
- Carmichaelia kirkii Hook.
- Carmichaelia lacustris G.Simpson
- Carmichaelia monroi Hook.
- Carmichaelia muritai (A.W. Purdie) Heenan
- Carmichaelia nigrans G.Simpson
- Carmichaelia odorata Hook.
- Carmichaelia orbiculata Colenso
- Carmichaelia ovata G.Simpson
- Carmichaelia petriei Kirk
- Carmichaelia prona Kirk
- Carmichaelia ramosa G.Simpson
- Carmichaelia rivulata G.Simpson
- Carmichaelia robusta Kirk
- Carmichaelia silvatica G.Simpson
- Carmichaelia solandri G.Simpson
- Carmichaelia stevensonii (Cheesman) Heenan
- Carmichaelia suteri Colenso
- Carmichaelia uniflora Kirk
- Carmichaelia violacea Kirk
- Carmichaelia virgata Kirk
- Carmichaelia williamsii Kirk